# Stazione di Riolo Bagni
La stazione di Riolo Bagni era una stazione ferroviaria italiana, capolinea della ferrovia Castel Bolognese-Riolo Bagni. Serviva il centro abitato di Riolo dei Bagni.

## Storia
La stazione fu in esercizio come l'intera linea dal 1914 al 1933; l'ex fabbricato viaggiatori venne abbattuto nel 1972.